# Ahmad Jamal

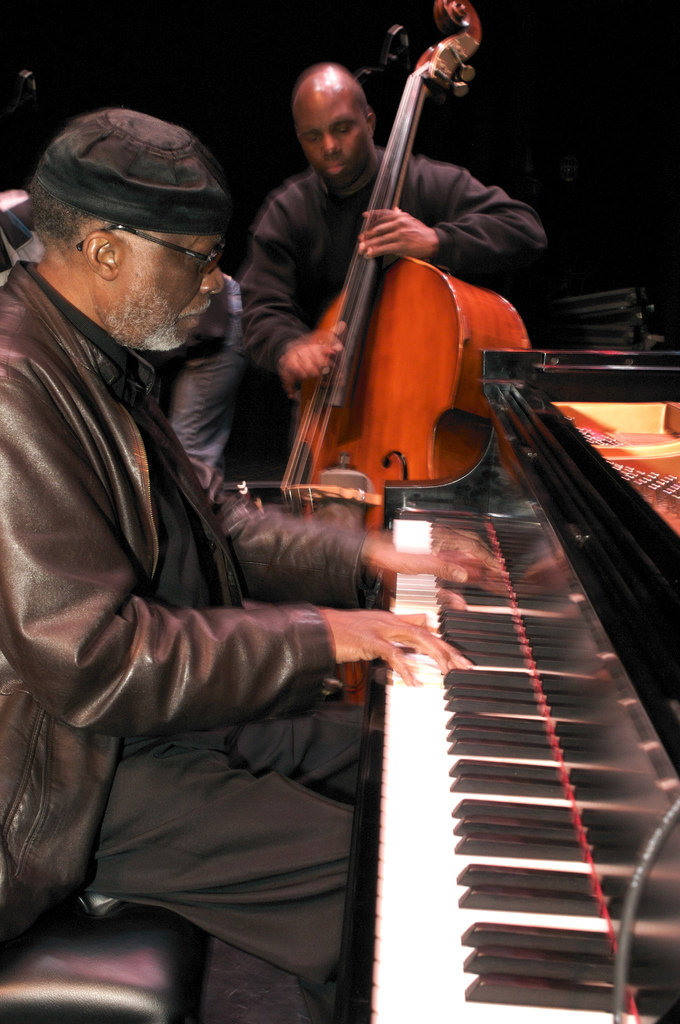
Ahmad Jamal mit dem Bassisten James Cammack (2007)

Ahmad Jamal (* 2. Juli 1930 in Pittsburgh, Pennsylvania als Frederick Russell Jones; † 16. April 2023 in Ashley Falls, Massachusetts) war ein US-amerikanischer Jazz-Pianist, -Komponist und Arrangeur afroamerikanischer Abstammung. Er hieß Frederick „Fritz“ Russell Jones, bevor er um 1952 zum Islam übertrat. Der Pianist verfügte über eine sehr individuelle Stilistik; für Miles Davis war er die „größte Inspiration.“ Sein Spiel zeichnet sich durch seine präzise Technik, seine subtile Dynamik und seinen Sinn für Rhythmus aus. Er hat auch eine Vorliebe für unkonventionelle Harmonien und melodische Wendungen, die seinen Kompositionen eine eigene Note verleihen.

## Leben und Wirken
Jamal hatte bereits ab dem vierten Lebensjahr Klavierunterricht, besuchte die Westinghouse High School und trat bereits als Jugendlicher professionell auf. Zunächst ging er mit George Hudson auf Tournee und arbeitete 1949 und 1950 bei den Four Strings um Joe Kennedy, Jr. Dann arbeitete er Jahrzehnte lang zumeist im klassischen Klaviertrio mit Bass und Schlagzeug, zwischen 1950 und 1955 jedoch zunächst im schlagzeuglosen Trio mit Israel Crosby, Bass, und Ray Crawford, Gitarre, (vor Oscar Petersons derartigem Trio mit Barney Kessel bzw. Herb Ellis ab 1952). Ab 1956 spielte Jamal mit einem konventionell besetzten Trio, zunächst mit Israel Crosby und später Jamil Nasser als Bassisten und Schlagzeugern wie Vernel Fournier (teilweise ergänzt um den Gitarristen Ray Crawford). Das Album At the Pershing: But Not for Me mit dem Song Poinciana wurde 1958 ein Millionenhit. 1959 tourte er durch Afrika, dann auch mehrmals durch Europa. In den frühen 1960er Jahren wurde es ruhiger um den auch als Clubmanager und später als Musikproduzenten tätigen Pianisten. Sein langjähriger Bassist James Cammack und Schlagzeuger Idris Muhammad prägten das Trio der jüngsten Phase, mit dem Jamal zwischen 1998 und 2002 mehrmals in Europa gastierte und Live-Aufnahmen einspielte. In einigen Produktionen wird das Trio bisweilen durch ein Showorchester aus Bläsern, Streichern und Hintergrundsängern ergänzt; auf dem Album Rossiter Road (1986) unterlegte er seine Piano-Figuren mit Funk-Beats. Sein Ausgangsmaterial bildete das Great American Songbook neben Eigenkompositionen.
Aus Jamals Vereinigung von Pop mit Jazzinnovationen erwuchs sein guter Ruf beim Publikum (jahrzehntelange US-Popchart-Platzierungen hinauf bis zum 3. Platz). Musikkritiker ignorierten ihn lange Zeit. Repräsentative jüngere Einspielungen waren Crystal (1987) und Live In Paris (1992).
Ahmad Jamal starb am 16. April 2023 im Alter von 92 Jahren in seinem Zuhause an den Folgen einer Erkrankung an Prostatakrebs.

## Stilistik

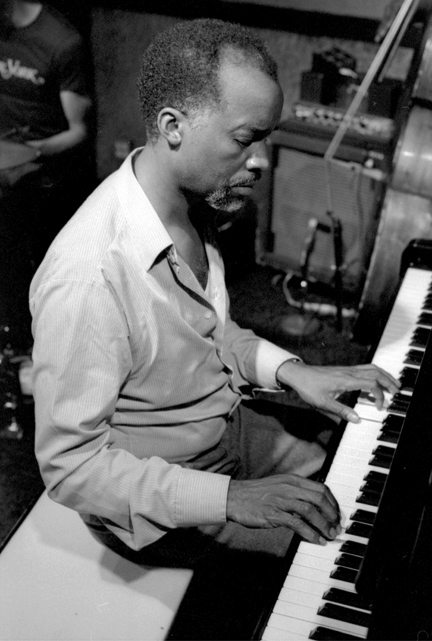
Ahmad Jamal im Keystone Korner (1980)

Jamal hat nach eigenen Angaben „immer orchestral gedacht“. Seine Combos – bereits das mit Poinciana und But Not For Me Mitte der 1950er Jahre erfolgreiche Gitarrentrio, aber auch das die Errungenschaften der Fusionmusik aufgreifende Quartett auf Rossister Road (1986, mit James Cammack, Herlin Riley und dem Perkussionisten Manolo Badrena) – zählen zu den „integriertesten der Jazzgeschichte“. Seine Musik in kleinen Besetzungen klingt immer unverkennbar: Spannung erzeugt „seine ständige, geradezu Stil werdende Weigerung, seinen umfassenden technischen Hintergrund auszuspielen.“ Er verfügt über einen nuancierten Anschlag, „der ihm feinste dynamische Differenzierungen erlaubt“, und setzt das Pedal sehr bewusst ein. Er spielt rhythmisch präzise und swingt sicher, ohne zu synkopieren, mit einem sehr geraden Rhythmus. Seine Rhythmusgruppe spielt oft im Twobeat und wird mit viertaktigen Zwischenspielen und Abschlüssen, den tags, unterbrochen.
Jamals Arbeiten verbinden Eleganz und einen Easy-Listening-Gesamteindruck mit eigenständigen und gewagten Experimenten: Süße Streicher und Chöre, eingängige Melodien und Rhythmen bilden die scheinbar eingängige Oberfläche bzw. das Verpackungsmaterial für teils avantgardistisch perkussives, minimalistisches, virtuoses oder Cluster-Spiel des Pianisten. Dabei fallen diese ungleichen Bestandteile nicht auseinander, sondern fließen ineinander. Öfters fehlen ausgedehnte Soli, an ihrer Stelle stehen eng gewobene Ensemblepartien, durchsetzt mit Improvisationen. Das Konzept zielt auf Breitenwirkung und Akzeptanz einerseits, ehrgeiziges Spiel mit sprühenden Überraschungen und Herausforderungen andererseits.
Richard S. Ginell beschreibt seinen Stil auf AllMusic anhand seines mit 4,5 Sternen bewerteten Albums The Essence Part I als „anhaltende Fähigkeit […], Jazz-Hörer zu verblüffen und zu fesseln, die der Tyner-Evans-Klone überdrüssig sind und etwas anderes hören wollen“.

## Bedeutung
Miles Davis äußerte seit den 1950er Jahren wiederholt seine Hochachtung, weiterhin beeinflusste Jamal mit seinem Trio Musiker wie Julian Cannonball Adderley, John Coltrane, Gil Evans sowie die Fusion-Musik der 1970er Jahre. Kritiker haben den „Meister musikalischer Ökonomie“ (Martin Kunzler) bis in die 1970er Jahre immer wieder mit einem Barpianisten gleichgesetzt. Hal Galper weist dagegen darauf hin, dass er eine „der wichtigsten Kräfte im zeitgenössischen Jazz [sei], so wichtig wie Louis Armstrong und Duke Ellington, obwohl er die ihm gebührende Anerkennung nicht bekommt.“

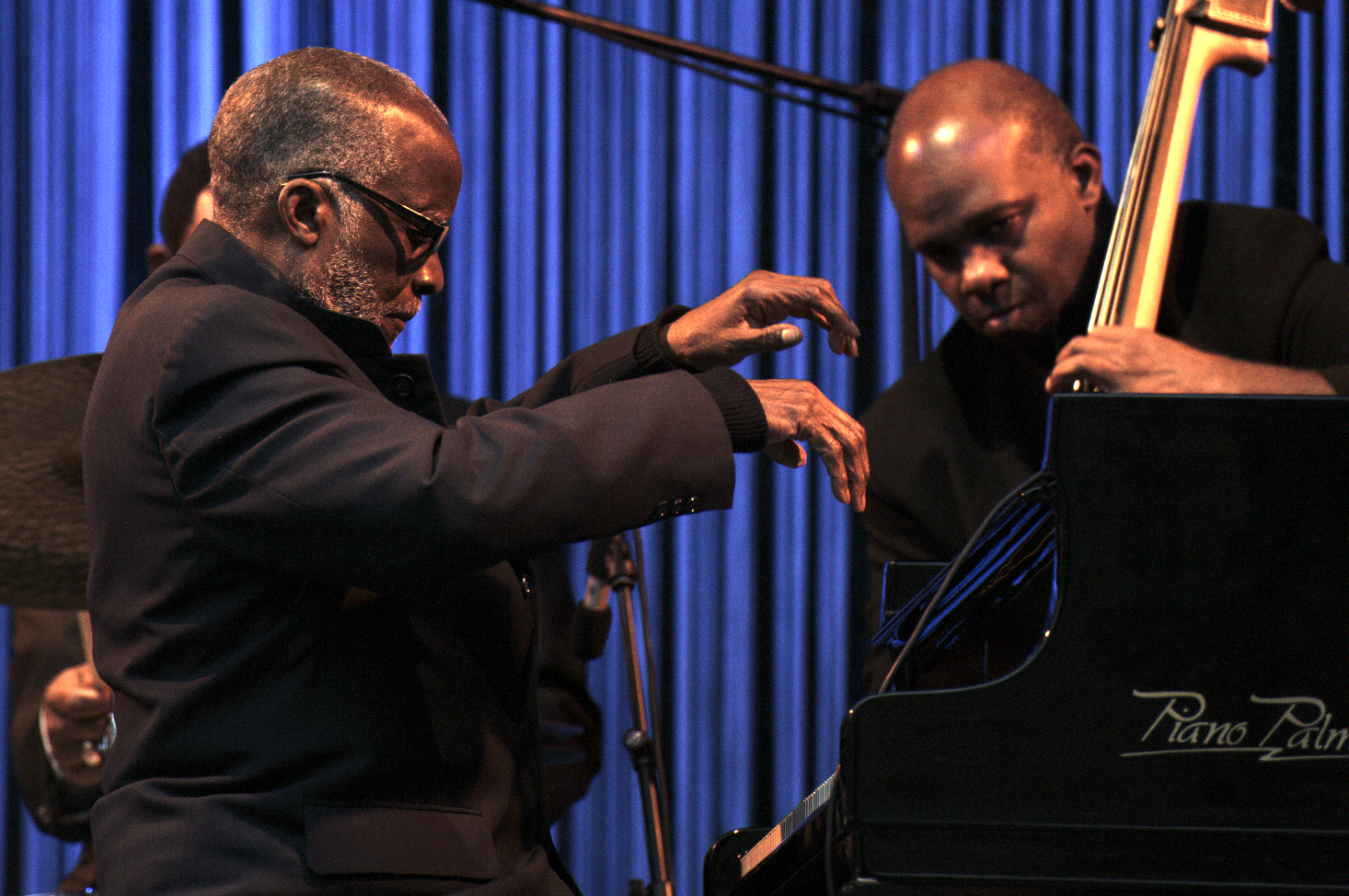
Ahmad Jamal beim Palatia jazz Festival in Bad Dürkheim, 21. Juli 2011

Ab den 1970er Jahren hatte sich sein Individualstil derart gefestigt, dass Jamal auch für die Kritik „zu den markantesten Klangschöpfern des gemäßigten Jazzklaviers“ zählte. Neuere Alben wie In Search of Momentum (2002), After Fajr (2004) sowie zahlreiche Konzerte weltweit lobten nun auch Kritiker: „Pointierte Pausen, aufbrausende Läufe, harte Akkordsetzungen und motivisch pointierte Verstocktheit verwoben sich mit Bühnenexzentrik und Perfektionsanspruch zur markanten Künstlerpersönlichkeit.“

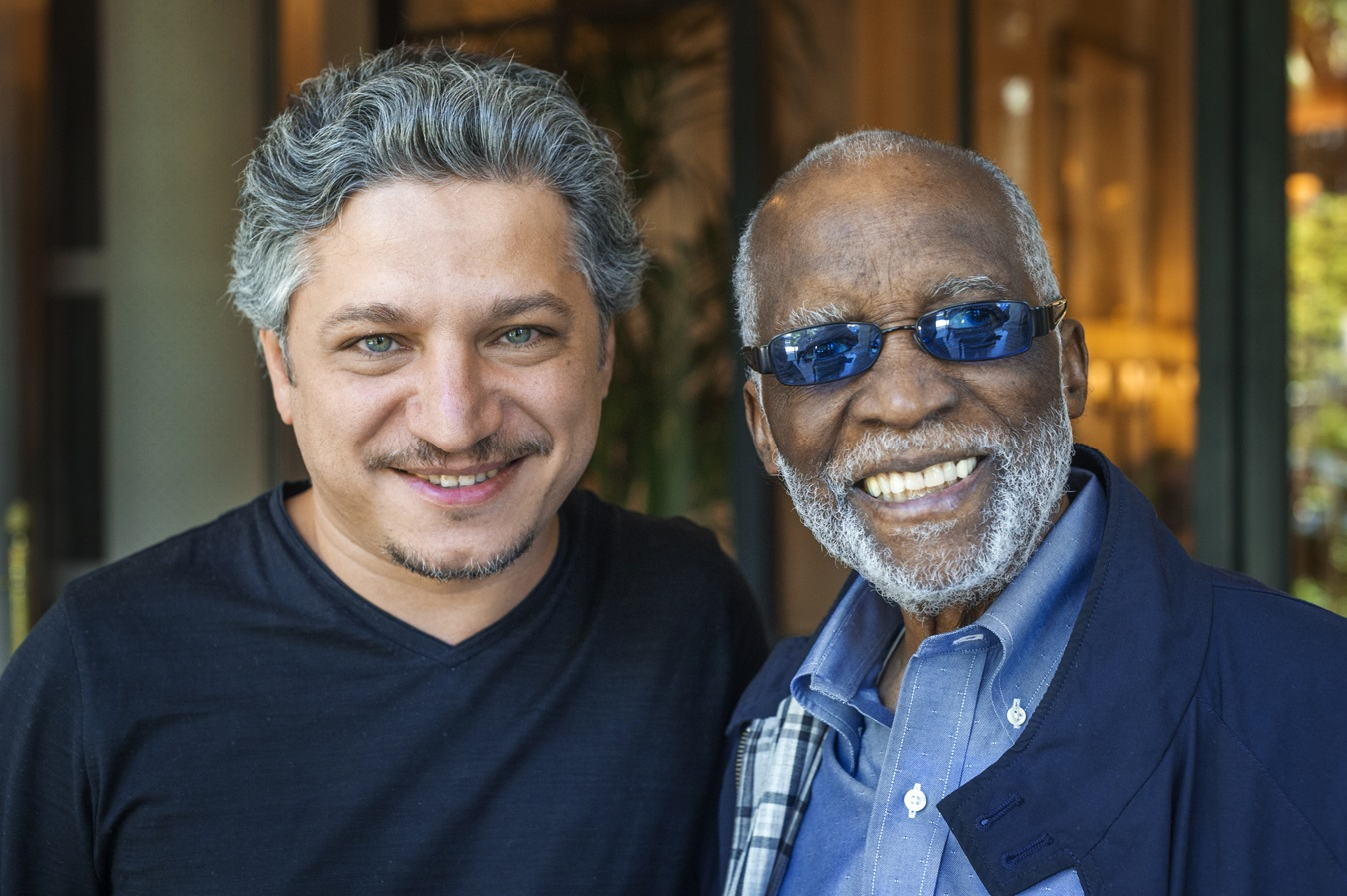
Shahin Novrasli und Ahmad Jamal

## Preise und Auszeichnungen
1994 wurde Jamal mit dem National Endowment for the Arts mit dem NEA Jazz Masters Award geehrt; 1996 wurde er mit dem französischen Django d’Or ausgezeichnet. Ende 2012 wurde sein Album Blue Moon für den Grammy Award in der Kategorie Best Jazz Instrumental Album nominiert.

## Diskografische Hinweise
- At the Pershing (Chess, 1958) mit Israel Crosby, Vernel Fournier
- Ahmad Jamal Trio Volume IV (Argo, 1959) dto.
- Cross Country Tour: 1958–1961 (Chess, 1958, 1961) mit Crosby und Fournier
- The Awakening (Impulse! Records, 1970) mit Jamil Nasser, Frank Gant
- Live at the Montreux Jazz Festival (Atlantic, 1985) mit James Cammack, Herlin Riley
- Live in Paris 92 (BirdOlogy, 1993) mit James Cammack, David Bowler
- Chicago Revisited (Telarc, 1993) mit John Heard, Yoron Israel
- I Remember Duke, Hoagy & Strayhorn (Telarc, 1994) mit Ephraim Wolfolk, Arti Dixson
- The Essence Part I (Birdology, 1995) mit James Cammack, Jamil Nasser, Idris Muhammad, Manolo Badrena und George Coleman
- A L’Olympia (Dreyfus, 2000) mit George Coleman, James Cammack, Idris Muhammad
- It’s Magic (Dreyfus, 2008) mit James Cammack, Idris Muhammad
- Blue Moon (Jazz Village, 2012) mit Reginald Veal, Herlin Riley, Manolo Badrena
- Saturday Morning (Jazz Village, 2013)
- Live in Marciac 2014 (Jazz Village, 2015)
- Marseille (Jazz Village, 2017)
- Ballades (Jazz Village, 2019)
- Emerald City Nights; Live at the Penthouse (Jazz Detective, 2022; rec. 1963–66)[11]

### Kompilationen
- The Complete Okeh, Parrot & Epic Sessions 1951–1955 (Fresh Sound, ed. 2022)
- The Complete Ahmad Jamal Trio Argo Sessions (1958–1962) – (Mosaic – 2009) – 9 CDs mit Israel Crosby, Walter Perkins, Vernel Fournier, Ray Crawford, Joe Kennedy, Geige, und als Arrangeur und Dirigent eines Streichorchesters